# Munster Rugby
Munster Rugby (ir. Rugbaí Mumhan) ist eine professionelle Rugby-Union-Mannschaft aus der Provinz Munster in Irland. Sie spielt in der internationalen Meisterschaft United Rugby Championship und nimmt an europäischen Pokalwettbewerben teil. Die Mannschaft vertritt die Irish Rugby Football Union Munster Branch, eine von vier Teilverbänden der Irish Rugby Football Union (IRFU). Heimstadien sind der Thomond Park in Limerick und der Musgrave Park in Cork. Die größten Erfolge sind drei Meistertitel der United Rugby Championship und zwei Pokalsiege im European Rugby Champions Cup (Heineken Cup).

## Geschichte
Die Mannschaft wurde im Jahr 1879 gegründet und spielte in der Amateurära gegen die anderen drei Provinzen (Connacht, Leinster, Ulster) um die irische Provinzmeisterschaft. Außerdem trat sie regelmäßig gegen Nationalmannschaften der südlichen Hemisphäre an. Den ruhmreichsten Sieg errang die Mannschaft am 31. Oktober 1978, als sie im Thomond Park die All Blacks 12:0 bezwang. Dies war lange der einzige Sieg einer irischen Auswahl gegen die Nationalmannschaft Neuseelands.
Seit der Professionalisierung von Rugby Union in den 1990er Jahren beteiligt sich Munster Rugby an der Celtic League, der Meisterschaft von Irland, Schottland und Wales. Nach drei vergeblichen Anläufen qualifizierte sich Munster im Jahr 1998 erstmals für das Viertelfinale des Heineken Cup. Im Jahr 2000 stieß die Mannschaft bis ins Endspiel vor, im Twickenham Stadium in London unterlag sie den Northampton Saints mit 8:9. Ebenfalls mit nur einem Punkt Differenz unterlag Munster ein Jahr später im Halbfinale Stade Français.
2002 stand Munster erneut im Endspiel des Heineken Cup, verlor aber im Millennium Stadium in Cardiff 9:15 gegen die Leicester Tigers. 2003 musste Munster im letzten Gruppenspiel gegen den Gloucester RFC mit mindestens 27 Punkten Unterschied gewinnen, um doch noch das Viertelfinale zu erreichen, dies gelang mit einem 33:6-Sieg und vier Versuchen. Anschließend gewann Munster gegen den Titelverteidiger Leicester Tigers, verlor dann aber im Halbfinale gegen Stade Toulousain, wiederum mit einem einzigen Punkt Unterschied. Im selben Jahr errang Munster den ersten (und bis jetzt einzigen) Meistertitel.
Eine weitere knappe Halbfinalniederlage im Heineken Cup folgte 2004 gegen die London Wasps. 2005 schied Munster im Viertelfinale gegen Biarritz Olympique aus. Dieses Spiel fand im Estadio Anoeta in San Sebastián statt und war die erste Begegnung im Heineken Cup auf spanischem Boden. Im Jahr 2006 stand Munster zum dritten Mal im Endspiel: Vor über 74.000 Zuschauern gewannen die Iren im Millennium Stadium mit 23:19 gegen Biarritz Olympique. Die Titelverteidigung gelang nicht; Munster verlor 2007 das Viertelfinale gegen die walisischen Llanelli Scarlets. 2008 folgte dann der zweite Triumph im Heineken Cup. Im Finale, welches erneut im Millennium Stadium von Cardiff stattfand, besiegte Munster Stade Toulousain mit 16:13. In der darauf folgenden Saison gewann die Provinz zum zweiten Mal die Celtic League. Den dritten Titel holte Munster im Jahr 2011.

## Erfolge

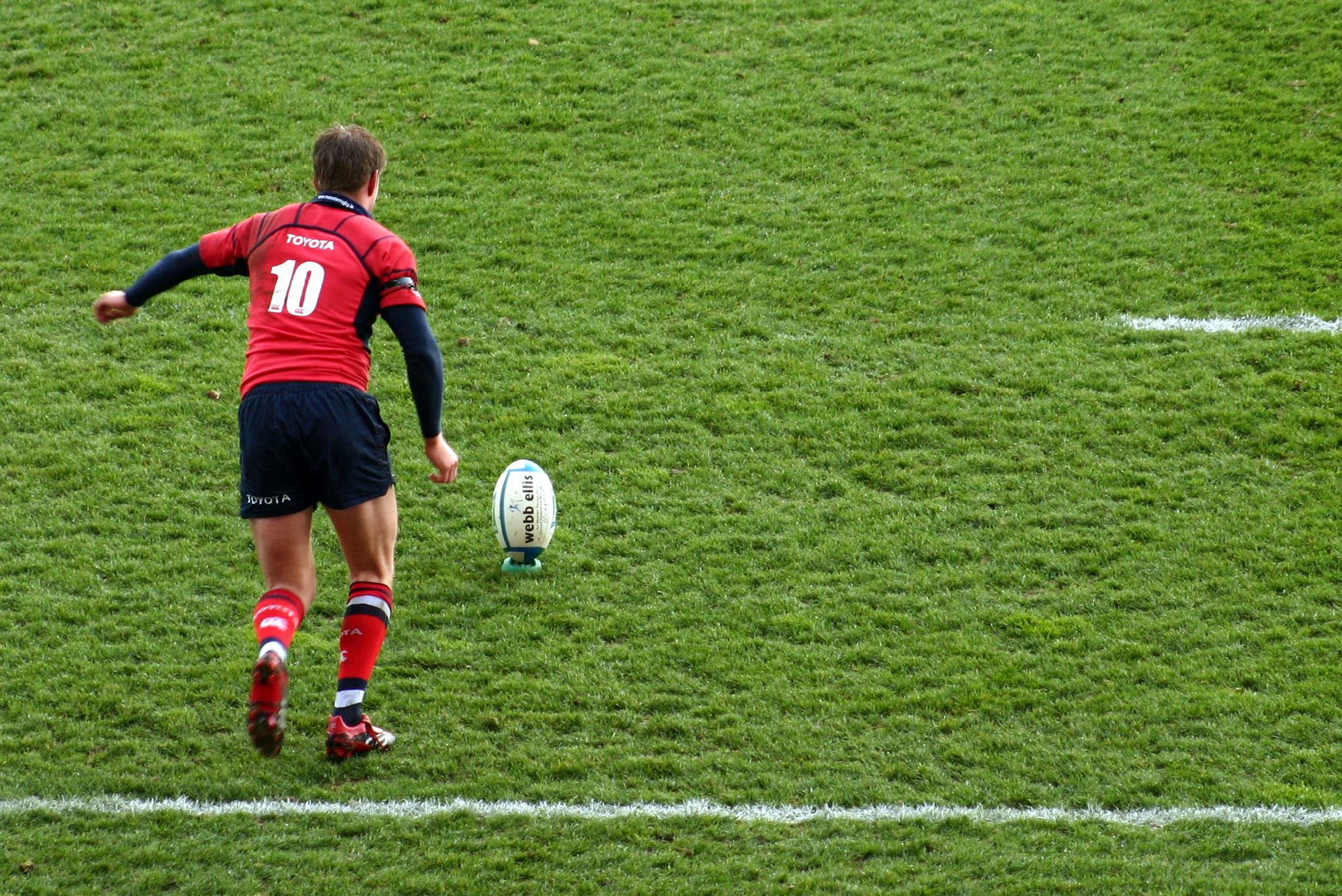
Der Munster-Spieler Ronan O’Gara führt eine Erhöhung aus

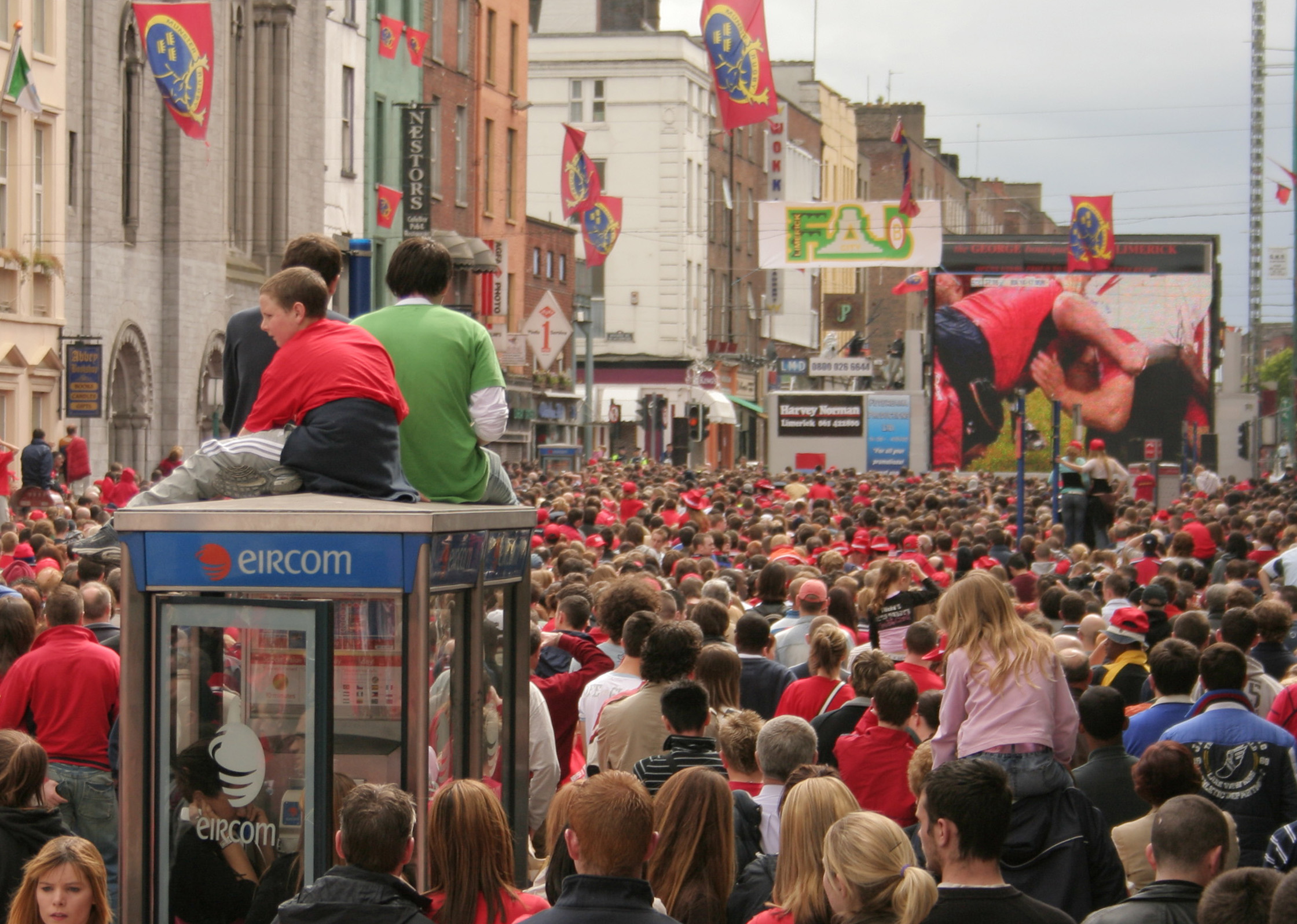
Siegesfeier in Limerick nach dem Gewinn des Heineken Cup 2006

- Meister United Rugby Championship: 2003, 2009, 2011, 2023
- Sieger Celtic Cup: 2005
- Sieger European Rugby Champions Cup (Heineken Cup): 2006, 2008
- Sieger British and Irish Cup: 2017
- Finalist Heineken Cup: 2000, 2002
- Irische Provinzmeisterschaft: 22 Meistertitel

## Spieler

### Aktueller Kader
Der Kader für die Saison 2019/2020:

### British and Irish Lions
Die folgenden Spieler der Provinz Munster wurden für die British and Irish Lions nominiert.
| Tour | Spieler                              |
| ---- | ------------------------------------ |
| 1910 | William Joseph Ashby                 |
| 1910 | Oliver Piper                         |
| 1924 | Michael Bradley                      |
| 1924 | William Roche                        |
| 1950 | Tom Clifford                         |
| 1950 | Mick Lane                            |
| 1950 | Jim McCarthy                         |
| 1955 | Tom Reid                             |
| 1959 | Michael English                      |
| 1959 | Noel Murphy                          |
| 1959 | Gordon Wood                          |
| 1962 | Tom Kiernan                          |
| 1966 | Barry Bresnihan                      |
| 1966 | Noel Murphy (2. Nominierung)         |
| 1966 | Jerry Walsh                          |
| 1968 | Barry Bresnihan (2. Nominierung)     |
| 1968 | Mick Doyle                           |
| 1968 | Tom Kiernan (2. Nominierung)         |
| 1974 | Moss Keane                           |
| 1977 | Moss Keane (2. Nominierung)          |
| 1980 | Colm Tucker                          |
| 1980 | Tony Ward                            |
| 1983 | Mike Kiernan                         |
| 1983 | Donal Lenihan                        |
| 1983 | Gerry McLoughlin                     |
| 1989 | Donal Lenihan (2. Nominierung)       |
| 1993 | Mick Galwey                          |
| 1993 | Richard Wallace                      |
| 1997 | Keith Wood                           |
| 2001 | Rob Henderson                        |
| 2001 | Ronan O’Gara                         |
| 2001 | David Wallace                        |
| 2001 | Keith Wood (2. Nominierung)          |
| 2005 | John Hayes                           |
| 2005 | Donncha O’Callaghan                  |
| 2005 | Paul O’Connell                       |
| 2005 | Ronan O’Gara (2. Nominierung)        |
| 2009 | Keith Earls                          |
| 2009 | John Hayes (2. Nominierung)          |
| 2009 | Donncha O’Callaghan (2. Nominierung) |
| 2009 | Paul O’Connell (2. Nominierung)      |
| 2009 | Ronan O’Gara (3. Nominierung)        |
| 2009 | David Wallace (2. Nominierung)       |
| 2013 | Paul O’Connell (3. Nominierung)      |
| 2013 | Conor Murray                         |
| 2013 | Simon Zebo                           |
| 2017 | Conor Murray (2. Nominierung)        |
| 2017 | Peter O’Mahony                       |
| 2017 | CJ Stander                           |

### Rekorde

#### Meiste Spiele
|     | Name                | Spiele |
| --- | ------------------- | ------ |
| 1.  | Donncha O’Callaghan | 263    |
| 2.  | Ronan O’Gara        | 238    |
| 3.  | Peter Stringer      | 235    |
| 4.  | Marcus Horan        | 217    |
| 5.  | John Hayes          | 210    |
| 6.  | Alan Quinlan        | 207    |
| 7.  | David Wallace       | 203    |
| 8.  | Mick O’Driscoll     | 199    |
| 9.  | Anthony Foley       | 188    |
| 10. | Billy Holland       | 185    |

#### Meiste Versuche
|    | Name           | Versuche |
| -- | -------------- | -------- |
| 1. | Simon Zebo     | 60       |
| 2. | Keith Earls    | 46       |
| 3. | David Wallace  | 41       |
| 4. | Anthony Horgan | 40       |
| 5. | Anthony Foley  | 39       |
| 6. | Doug Howlett   | 35       |
| 6. | John Kelly     | 35       |
| 6. | Mike Mullins   | 35       |
| 9. | CJ Stander     | 33       |
| 9. | Alan Quinlan   | 33       |

#### Meiste Punkte
|     | Name             | Punkte |
| --- | ---------------- | ------ |
| 1.  | Ronan O’Gara     | 2571   |
| 2.  | Ian Keatley      | 1237   |
| 3.  | Paul Warwick     | 420    |
| 4.  | JJ Hanrahan      | 351    |
| 5.  | Jeremy Staunton  | 322    |
| 6.  | Simon Zebo       | 300    |
| 7.  | Tyler Bleyendaal | 290    |
| 8.  | Paul Burke       | 245    |
| 9.  | Keith Earls      | 230    |
| 10. | David Wallace    | 205    |